# Accusé
Ne doit pas être confondu avec Accusé (série télévisée).
Un accusé est une personne visée par un ou plusieurs chefs d'accusation dans une procédure pénale.

## Droit canadien
Dans le Code criminel canadien, le mot français « prévenu » est souvent utilisé pour traduire le mot anglais accused, par exemple à l'article 493 C.cr. :

« prévenu S’entend notamment :
a) d’une personne à laquelle un agent de la paix a délivré une citation à comparaître en vertu de l’article 497;
b) d’une personne arrêtée pour infraction criminelle. (accused) »

Cependant, puisque certains prévenus sont jugés au moyen d'un acte d'accusation (lors de procès devant juge et jury (art. 574 C.cr.) ou de procès devant juge seul (art. 566 C.cr.)) tandis que d'autres prévenus sont jugés sur une dénonciation lors de procès devant un juge de la Cour provinciale, le mot accusé a dans les faits un sens plus étroit que le mot prévenu,.

## Droit français
En droit français, l'accusé est la personne, physique ou morale, faisant l'objet des poursuites judiciaires devant une cour d'assises (pour un crime).
Pour une contravention ou un délit, on parle d'un « prévenu ».

## Droit suisse
En Suisse, depuis l'entrée en vigueur du code de procédure pénale en 2011, le mot « prévenu » est utilisé tout au long de la procédure pour désigner la personne soupçonnée, prévenue puis accusée d'une infraction.